# 熊川 (福生市)
熊川（くまがわ）は、東京都福生市の大字。郵便番号は197-0003（あきる野郵便局管区）。

## 地理
福生市南部に位置し、横田基地を除いた市の面積の半分近くを占め、熊川二宮、福生二宮、福生、南田園、牛浜、立川市西砂町、昭島市美堀町・松原町・緑町・拝島町、八王子市高月町、あきる野市小川と接する。

### 河川
- 多摩川
- 玉川上水
- 熊川分水
- 下の川

### 地価
住宅地の地価は2014年（平成26年）1月1日に公表された公示地価によれば大字熊川字北853番18外の地点で16万3000円/m2となっている。

## 歴史
かつては旧熊川村の全域だったが、その後、西部、多摩川沿い低地の田園地帯が区画整理の後宅地化され南田園に名称が変更されたので、現在の大字熊川は南田園を除く旧熊川村を指す。

## 世帯数と人口
2018年（平成30年）1月1日現在の世帯数と人口は以下の通りである。
| 大字 | 世帯数    | 人口     |
| ---- | --------- | -------- |
| 熊川 | 9,374世帯 | 18,468人 |

## 交通

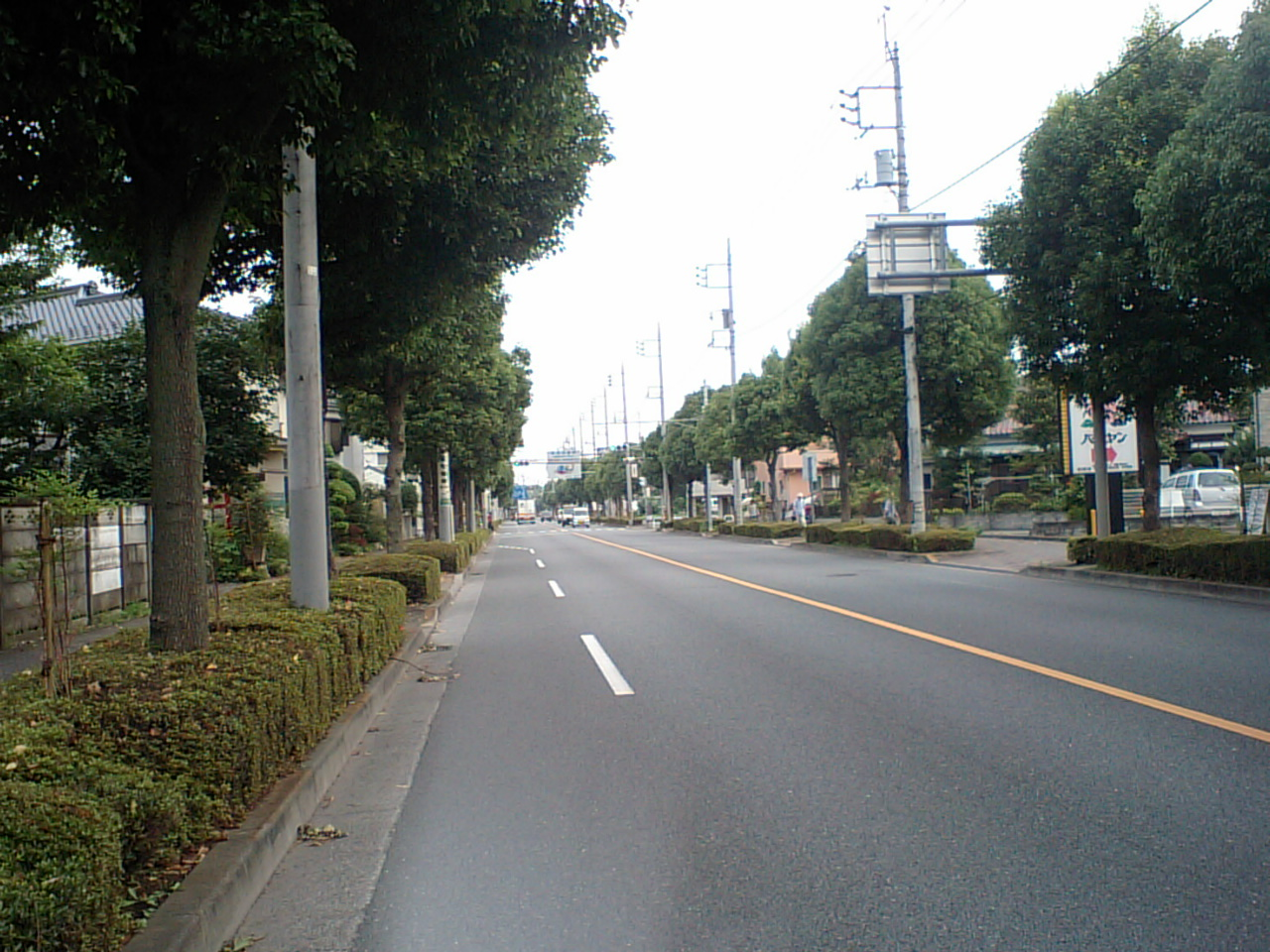
地内西部、東京都道29号立川青梅線（奥多摩街道）

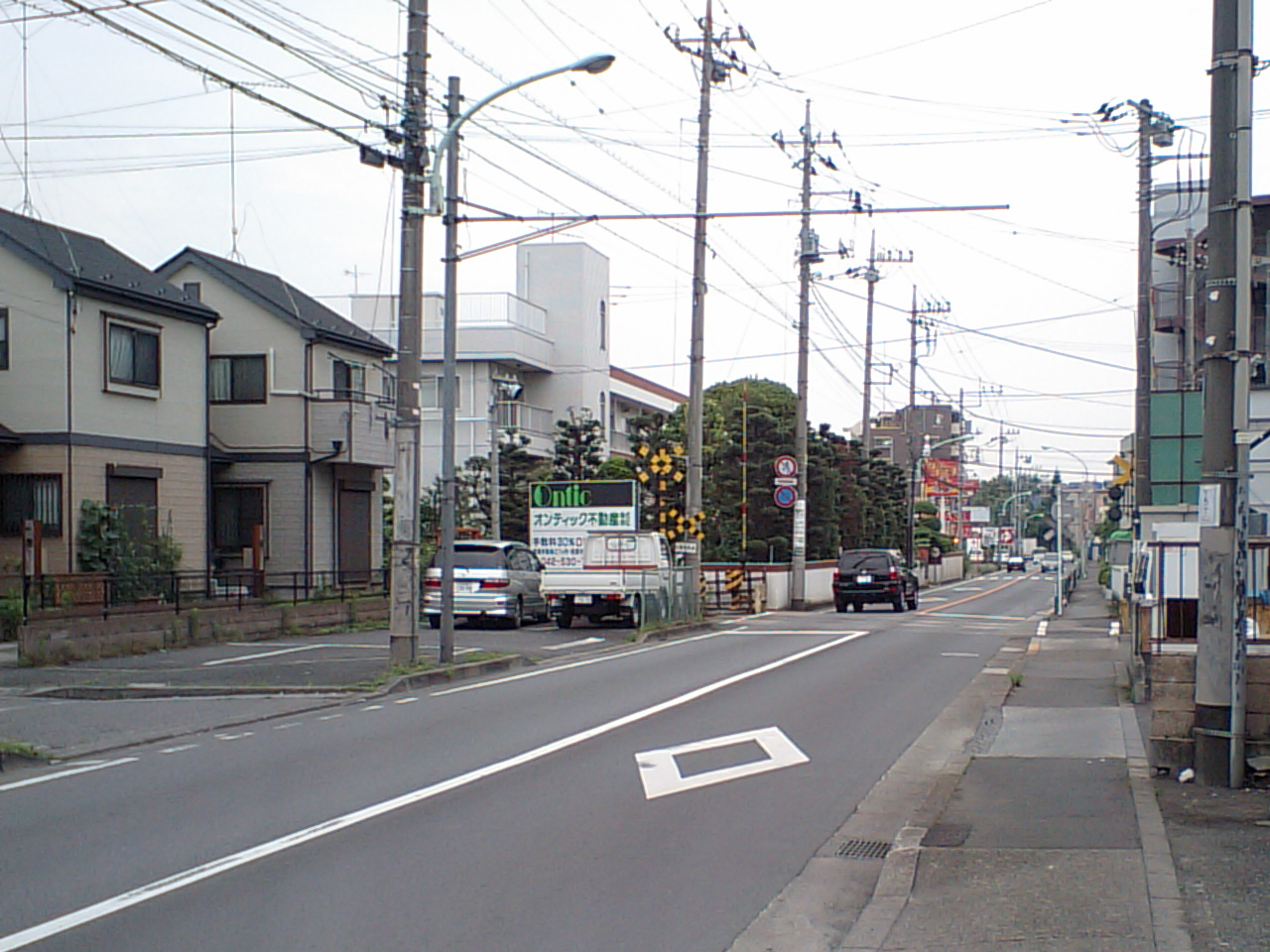
地内東部、東京都道7号杉並あきる野線（五日市街道）

### 鉄道
- JR東日本五日市線 - 熊川駅（大字熊川738-5）
- JR東日本青梅線・五日市線・八高線・西武拝島線 - 拝島駅の敷地の一部にあたる。駅の公称所在地は、駅長室のある昭島市になる。

### 道路
- 国道16号（東京環状）
- 東京都道7号杉並あきる野線（五日市街道・睦橋通り）
- 東京都道29号立川青梅線（奥多摩街道・新奥多摩街道）
- 東京都道164号拝島停車場線
- 東京都道220号昭島停車場熊川線

## 施設
官公庁
- 防衛省北関東防衛局横田防衛事務所（大字熊川864）

警察・消防
- 福生警察署内出交番（大字熊川277-2）
- 福生消防署熊川出張所（大字熊川1297）

病院
- 熊川病院（大字熊川154）

郵便局
- 福生牛浜郵便局（大字熊川987）
- 福生熊川郵便局（大字熊川545-13）
- 福生熊川南郵便局（大字熊川161）

教育
- 福生市立福生第二小学校（大字熊川623）
- 福生市立福生第一中学校（大字熊川845）
- 東京都立多摩工科高等学校（大字熊川215）
- 牛浜幼稚園（大字熊川960）
- 聖愛幼稚園（大字熊川490）

福祉
- 私立熊川保育園（大字熊川597-1）
- 私立若葉保育園（大字熊川1430
- 私立杉ノ子第三保育園（大字熊川373-1）
- 熊川児童館（大字熊川1143-1）

生涯学習
- 中央図書館・郷土資料室（大字熊川850-1）
- わかたけ図書館（大字熊川199-1）
- 公民館白梅分館（大字熊川559-1）
- 地域会館、わかたけ会館（大字熊川199-1）
- 地域会館、福東会館（大字熊川1662-7）
- 茶室「福庵」（大字熊川854-3）
- 熊川地域体育館（大字熊川380-7）
- 福東テニスコート、同球技場、同グランド（大字熊川1608）

神社仏閣
- 熊川神社（大字熊川659）
- 八雲神社（大字熊川314）
- 福生院（大字熊川716）
- 真福寺（大字熊川309）
- 千手院（大字熊川20）
- 熊牛稲荷神社（大字熊川1010）
- 共光稲荷神社（大字熊川1395)

公園

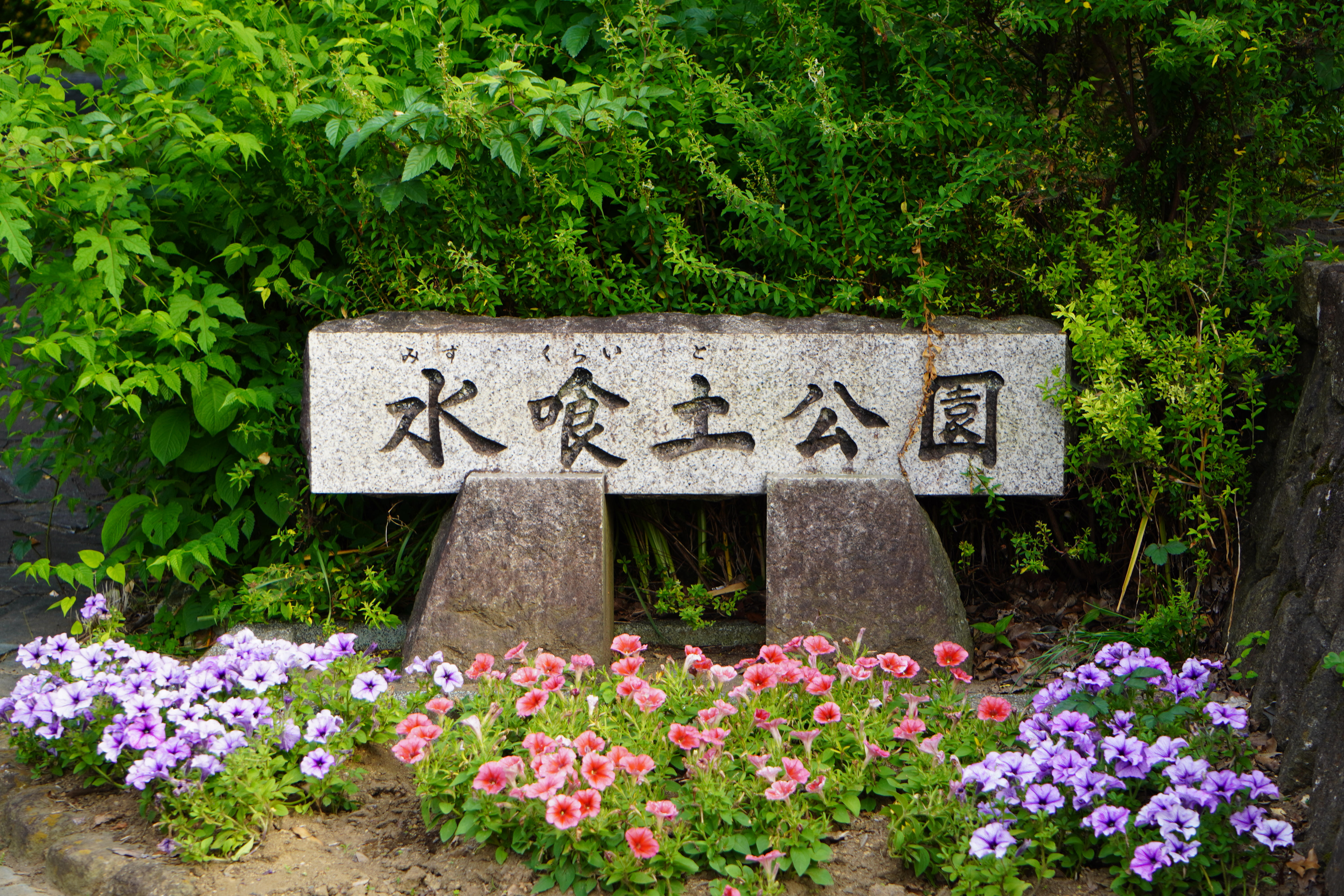
水喰土公園

- 下の川緑地せせらぎ遊歩道公園（大字熊川2355-11）
- 玉川上水緑地日光橋公園（大字熊川1386-1）
- みずくらいど公園（大字熊川1359-1）
- 熊川公園（大字熊川660）
- 熊牛公園（大字熊川929-5）
- 睦公園（大字熊川422-1）
- わかたけ公園（大字熊川188-5）
- 福栄ミレニアムパーク（大字熊川1143-1）

商業施設
- 金融機関
  - 東日本銀行拝島支店（大字熊川1708）
- スーパーマーケット
  - マルフジ熊川南店（大字熊川158-1）
  - スーパーバリュー福生店（大字熊川983-1）
- ディスカウントストアー・量販店
  - ジェーソン（雑貨・食品）福生熊川店（大字熊川265-1）
  - スギ薬局福生店（ドラッグストア）（大字熊川987）
- 外食
  - 幸楽園（料亭）（大字熊川1018）
  - 浜膳（いけすレストラン）（大字熊川1018）
  - スシロー福生店（回転寿司）（大字熊川261－1）
  - ステーキ・ガスト福生熊川店（ファミレス）（大字熊川360-2）
  - ビッグボーイ福生店（ファミレス）（大字熊川640-1）
  - 大戸屋熊川店（ファミレス）（大字熊川645-1）
  - しゃぶしゃぶどん亭福生店（ファミレス）（大字熊川986-1）
  - ジョナサン牛浜店（ファミレス）（大字熊川949）
  - 美豚(ラーメン）（大字熊川689-40-2）
  - ばんから福生店(ラーメン）（大字熊川201-1）
  - 福生のビール小屋（和食）（大字熊川1）
- コンビニエンスストア
  - セブンイレブン福生熊川店（大字熊川206-1）
  - セブンイレブン福生熊川神社前店（大字熊川638-1）
  - セブンイレブン福生横田基地前店（大字熊川1411-6）
  - セブンイレブン福生牛浜駅東店（大字熊川943-1）
  - ローソン福生熊川店（大字熊川444-1）
  - ファミリーマート福生横田基地前店（大字熊川1311）
  - ファミリーマート拝島駅北店（大字熊川1655）
  - ファミリーマート福生山王橋通り店（大字熊川1389-12）

その他
- リサイクルセンター・リサイクルプラザ（大字熊川1566-4）
- 拝島駅北口自転車駐車場（大字熊川1398-1）
- 拝島駅南口臨時自転車駐車場（大字熊川446-1）
- 熊川駅東自転車駐車場（大字熊川798-1）